# Políptico de Massa Fermana

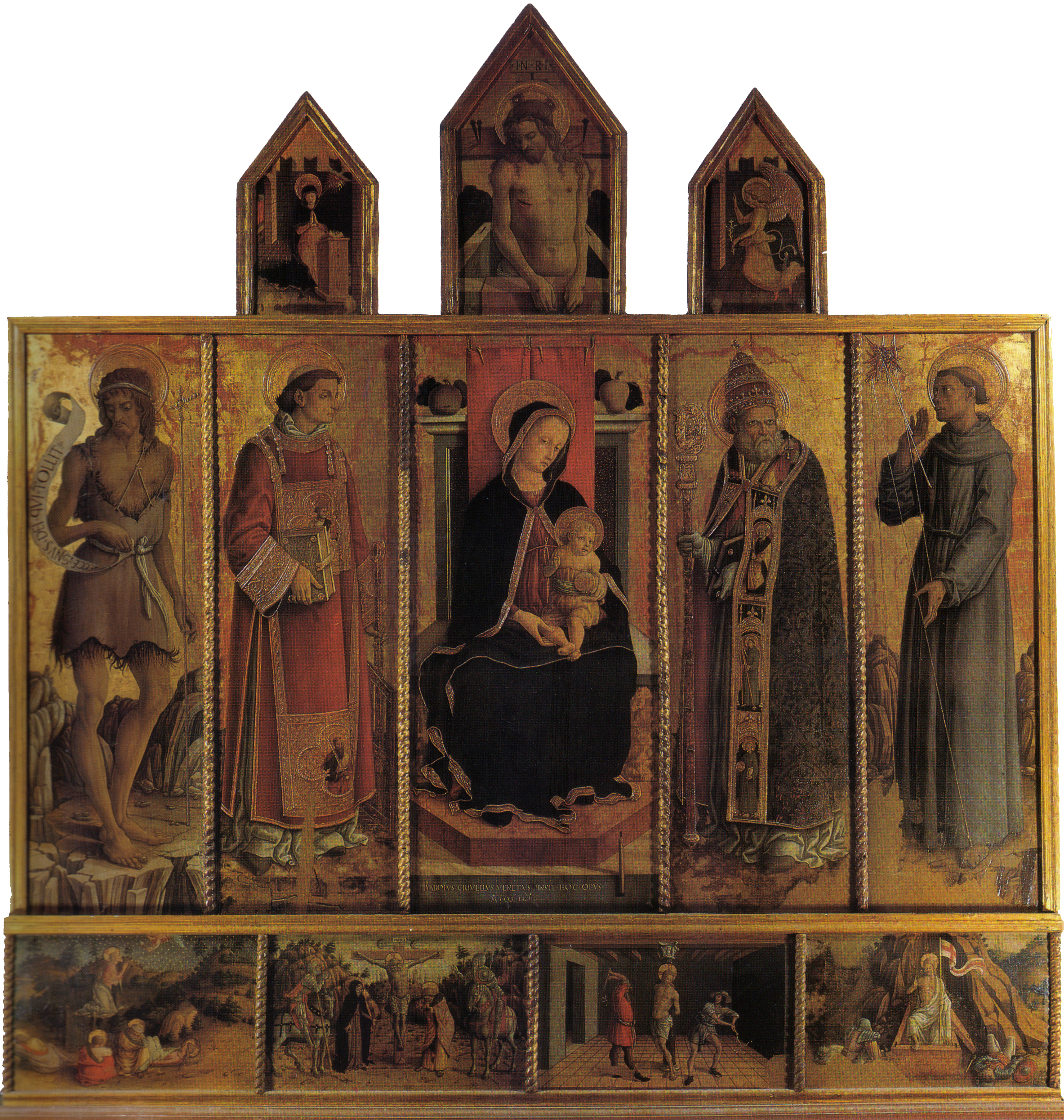

El retablo o políptico de Massa Fermana es una obra de 1468 al temple y dorado sobre tabla de Carlo Crivelli, conservada en la iglesia de San Lorenzo y Silvestre en la ciudad de Massa Fermana. Está firmado en el panel central "KAROLVS CRIVELLVS VENETVS PINXIT HOC OPVS MCCCCLXVIII". Es su primer trabajo superviviente conocido y es notable por datar su regreso a Italia.
El panel central muestra una Madonna con el Niño flanqueada por los santos San Juan Bautista, Lorenzo, Silvestre y Francisco recibiendo los estigmas. Arriba tres paneles apuntados representan una Anunciación, con María a un lado y Gabriel al otro con Cristo muerto en el sepulcro en el central, mientras abajo los paneles rectangulares de la predela muestran a Jesús en Getsemaní, la Crucifixión, la Flagelación y la Resurrección.

## Historia
Amico Ricci (1834) cita una tradición local de que el trabajo fue encargado por un conde de la familia Azzolini de Fermo, que también eran señores de Massa Fermana.